# Енциклопедія Голокосту
Енциклопедія Голокосту (івр. האנציקלופדיה של השואה; англ. Encyclopedia of the Holocaust) — історичний твір 1990 року, «найвизначніший довідник про Голокост». Вона була опублікована в англомовному перекладі видавництвом Macmillan разом з оригінальним виданням на івриті, опублікованим Яд Вашем (יד ושם), Органом вшанування пам'яті жертв Голокосту в Ізраїлі. Всі її автори — авторитетні дослідники Голокосту та науковці. Хоча енциклопедія легка для читання й використання і не містить тривожних зображень, вона не рекомендується для читачів молодшого шкільного віку. Енциклопедія стала лауреатом Дартмутської медалі Американської бібліотечної асоціації 1991 року.

## Зміст
- Базовий вступний огляд про Голокост, написаний Елі Візелем
- Глосарій
- Хронологія
- Карти, ілюстрації, фотографії
- Особи, що становлять інтерес
- Цікаві місця (включно з концентраційними таборами, гетто, місцями вбивств)
- Політичні рухи та рухи опору
- Основні єврейські організації в Німеччині 1893—1943 років
- Структура айнзацгруп
- Результати Нюрнберзького процесу
- Подальший Нюрнберзький процес
- Подальші результати британського судового процесу
- Оцінка єврейських втрат під час Голокосту

## Міжнародна редакційна колегія

### Головний редактор
- Ізраїль Ґутман, Яд Вашем; Єврейський університет Єрусалиму

### Інші редактори
- Іцхак Арад, Яд Вашем, Єрусалим
- Єгуда Бауер, Єврейський університет Єрусалиму
- Рендольф Л. Брем, Міський університет Нью-Йорка
- Мартін Брозат (1926—1989), Мюнхенський університет
- Крістофер Р. Браунінг, Університет Північної Кароліни в Чапел-Гілл
- Мартін Брозат (1926—1989), Мюнхенський університет
- Річард I. (Єрахміель) Коен, Єврейський університет Єрусалиму
- Генрі Л. Файнґольд, Міський університет Нью-Йорка
- Саул Фрідлендер, Тель-Авівський університет
- Мартін Ґілберт, Лондонський університет
- Андреас Гіллґрубер (1925—1989), Кельнський університет
- Ебергард Джекель, Штутгартський університет
- Стівен Кац, Бостонський університет
- Шмуель Краковський, Яд Вашем, Єрусалим
- Отто Дов Кулка, Єврейський університет Єрусалиму
- Дов Левін, Єврейський університет Єрусалиму
- Чеслав Мадайчик, Польська академія наук Варшави
- Майкл Маррус, Університет Торонто
- Дьордь Ранкі, Угорська академія наук Будапешта
- Єгуда Рейнгарц, Університет Брандейс
- Шмуель Спектор, Яд Вашем, Єрусалим
- Єжи Томашевський, Варшавський університет
- Аарон Вайс, Яд Вашем; Хайфський університет
- Лені Ягіл, Хайфський університет
- Джеффрі Віґодер, редактор англійського видання